# Immortalis (album de Sukekiyo)
Immortalis est le premier album du supergroupe de rock japonais Sukekiyo, sorti le 30 avril 2014.
L'édition limitée est distribuée avec un cd bonus contenant des collaborations avec plusieurs artistes, notamment Sugizo (Luna Sea, X Japan), Hisashi (Glay), Hitoki (Kuroyume), Shuji Ishii (Cali≠gari), TK (Ling Tosite Sigure) et Kirito (Angelo, Pierrot). L'édition limitée de luxe, en commande uniquement sur la boutique en ligne officielle de Kyo, comprend un disque Blu-ray avec un extrait de concert et deux clips ainsi qu'un livret spécial et un t-shirt.

## Édition de base
Toutes les paroles sont écrites par Sukekiyo, toute la musique est composée par Sukekiyo.
| 1.  | Elisabeth Addict        | 5:41 |
| 2.  | Destrudo                | 2:24 |
| 3.  | Latour                  | 4:57 |
| 4.  | Nine Melted Fiction     | 4:36 |
| 5.  | Zephyr                  | 5:05 |
| 6.  | Hidden One              | 4:30 |
| 7.  | Aftermath               | 5:22 |
| 8.  | Uyuu no Sora (烏有の空) | 2:26 |
| 9.  | The Daemon's Cutlery    | 3:07 |
| 10. | Scars Like Velvet       | 4:03 |
| 11. | Mama                    | 4:09 |
| 12. | Vandal                  | 4:46 |
| 13. | Hemimetabolism          | 4:47 |
| 14. | Kugui (鵠)              | 4:47 |
| 15. | Funingen (斑人間)       | 5:49 |
| 16. | In All Weathers         | 5:09 |

| 1.  | Aftermath (feat. Angelo)                                            | 5:13 |
| 2.  | Kugui (鵠) (remix de PABLO)                                         | 5:41 |
| 3.  | Zephyr (remix de TK)                                                | 6:09 |
| 4.  | In All Weathers (remix de Devilslug)                                | 3:55 |
| 5.  | Nine Melted Fiction (remix de SHUJI ISHII (石井 秀仁)               | 5:00 |
| 6.  | Hemimetabolism (remix de SUGIZO)                                    | 7:02 |
| 7.  | Scars Like Velvet (remix de Shin Murohime (室姫 深)                 | 4:20 |
| 8.  | The Daemon's Cutlery (remix de Hitoki (人時)                        | 4:02 |
| 9.  | Hidden One (remix de HISASHI)                                       | 4:21 |
| 10. | Mama (remix de Takaha TACHIBANA (橘 尭葉)/Yousei Teikoku (妖精帝國) | 4:08 |
| 11. | Aftermath (remix d'acid android)                                    | 5:25 |